# جايمس هنري
جايمس هنري (بالإنجليزية: James Henry)‏، من مواليد 10 يونيو 1989 في ريدينغ في إنجلترا، لاعب كرة قدم إنجليزي.
بدأ مسيرته الكروية مع نادي ريدينغ في عام 2006، وهو يلعب معهم حتى الآن، وفي عام 2007 أعير إلى نادي نوتنغهام فوريست، ولعب معهم مباراة واحدة.

## روابط خارجية
- جايمس هنري على موقع قاعدة بيانات كرة القدم.إي يو (الإنجليزية)
- جايمس هنري على موقع Soccerbase.com (لاعب) (الإنجليزية)